# Droga wojewódzka 619
Die Droga wojewódzka 619 (DW 619) ist eine Droga wojewódzka (Woiwodschaftsstraße) in der polnischen Woiwodschaft Ermland-Masuren, die Frąknowo mit Załuski verbindet. Die Strecke liegt im Powiat Nidzicki.

## Streckenverlauf
Woiwodschaft Ermland-Masuren, Powiat Nidzicki
-  Frąknowo (Frankenau)
-  Rączki  (Rontzken/Hornheim)
-  Załuski (Salusken/Kniprode)